# Rafael Caldera

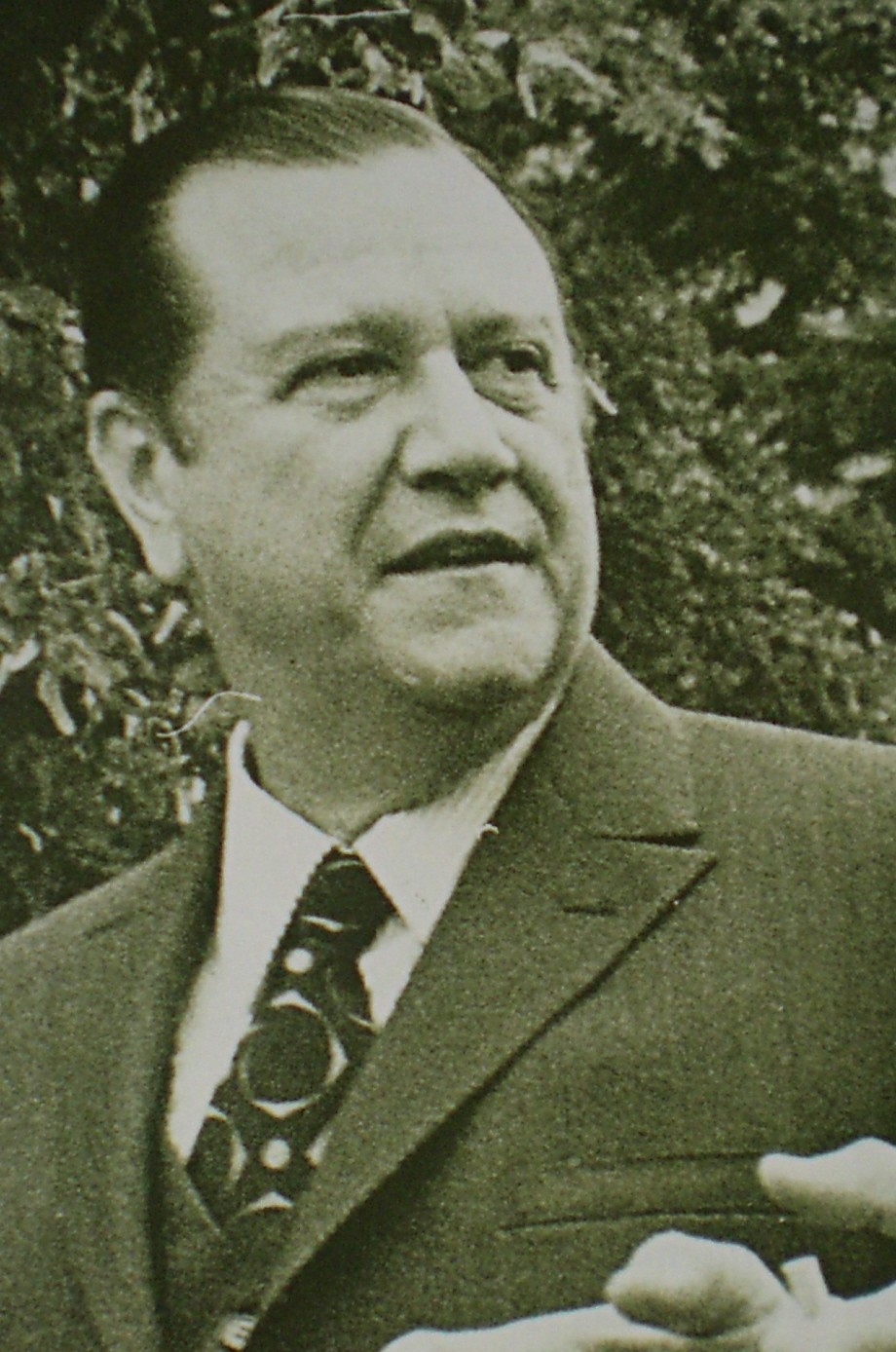
Rafael Caldera

Rafael Caldera Rodríguez (Caracas, 24 januari 1916 – 24 december 2009) was van 1969 tot 1974 en van 1994 tot 1999 president van Venezuela.

## Achtergrond, studie en vroege carrière
Rafael Caldera werd geboren in een middenklasse gezin. Hij studeerde rechten in Caracas. Op twintigjarige leeftijd richtte hij de Nationale Studenten Unie (UNE) op die sterk gekant was tegen de militaire dictatuur. In januari 1941 werd hij in de Kamer van Afgevaardigden gekozen. Als Kamerlid lid zette hij zich in voor een betere sociale wetgeving voor de arbeiders.

### Lid van de Grondwetgevende Vergadering
In 1943 trad hij als Kamerlid terug en werd hoogleraar rechtswetenschappen. In 1946 werd hij in de Grondwetgevende Vergadering gekozen. Dit orgaan was belast met het opstellen van een nieuwe, progressieve grondwet. Caldera en een groep progressieven maakten zich sterk om het recht op sociale voorzieningen in de grondwet op te nemen. Daarnaast was Caldera verantwoordelijk voor het wetsartikel voor de bescherming van het menselijk leven ("vanaf de conceptie"). In 1947 werd de nieuwe grondwet goedgekeurd door het parlement. Deze grondwet behoorde toen tot de meest vooruitstrevende en democratische van Latijns-Amerika.

### Medeoprichter van de christendemocratische Copei
Op 14 oktober 1947 was Caldera medeoprichter van de sociaal-christelijke partij Copei, waarvan hij de voorzitter werd. In hetzelfde jaar werd hij opnieuw lid van de Kamer van Afgevaardigden.

### Tijdens de dictatuur
In november 1948 grepen militairen de macht en werd het democratiseringsproces afgebroken. Caldera en de andere leden van de Copei in het parlement traden direct als parlementariërs af, omdat ze weigerden samen te werken met de militairen. In 1951 werden er toch verkiezingen gehouden, maar toen deze negatief uitpakten voor de junta, werden de resultaten geannuleerd. Enige tijd later werd Caldera gearresteerd en zat hij enige tijd gevangen.

### Herstel van de democratie
In januari 1958 kwam er een einde aan de dictatuur en werd het democratiseringsproces hervat. Rómulo Betancourt van de Acción Democrática (AD) werd in 1959 gekozen tot president. 

## President van Venezuela
Bij de verkiezingen van 1968 werd Caldera tot president van Venezuela gekozen. Als president week hij af van de zogenaamde 'Betancourt-doctrine' die samenwerking of verdragen met landen waar presidenten via staatsgrepen aan de macht waren gekomen, afwees. Caldera meende dat de 'Betancourt-doctrine' Venezuela in een isolement had gedreven. Na zijn ambtsaanvaarding ging hij diplomatieke betrekkingen aan met Panama, Argentinië en Cuba. Caldera zocht ook toenadering tot Cuba en de Sovjet-Unie, alsmede de staten die tot het communistisch blok behoorden.
President Caldera voerde in het binnenland grote hervormingen door, met name op economisch gebied. Met de buitenlandse oliemaatschappijen werd eind 1971 een service-contract gesloten. Hierdoor kreeg de staat meer aandelen in de buitenlandse oliemaatschappijen, in de hoop dat dit zou oplopen tot meer dan 85%. De afloop van de lopende concessies werd vervroegd, en voor strategische beslissingen hadden de maatschappijen voortaan toestemming van de staat nodig.
Toch bleven de verhoudingen met de Verenigde Staten – die de meeste oliemaatschappijen in Venezuela bezaten – goed. In 1972 werd een handelsverdrag met de VS echter niet verlengd.
Naast economische hervormingen, voerde Caldera ook een belangrijke politieke hervorming door: de tot dan toe verboden communistische partij werd in 1970 gelegaliseerd. Ook sloot Caldera een verdrag met de guerrilla's, die beloofden hun activiteiten tegen het regime te staken. Uiteindelijk hielden de guerrilla's zich niet aan dit verdrag.
Bij de verkiezingen van december 1973 leed de Copei een nederlaag en werd Andrés Pérez van de Acción Democrática in maart 1974 president.

## Tweede termijn als president
Na zijn presidentschap werd Caldera opnieuw lid van de Kamer van Afgevaardigden. In het begin van de jaren negentig was Venezuela bankroet en was het er politiek onrustig (mislukte coup door Hugo Chávez in 1992). 
In 1994 won Caldera namens de Democratische Convergentie (CD), een samenwerkingsverband van kleine partijen, de presidentsverkiezingen en werd hij voor de tweede keer president. Caldera bleek niet in staat om de problemen op te lossen. Bij de presidentsverkiezingen van eind 1998 won kolonel Hugo Chávez van de Beweging van de Vijfde Republiek. Reden dat Chávez won was dat de oude partijen (Copei, AD en CD) niet in staat waren de problemen op te lossen, ook waren de meeste partijen tot bolwerken van corruptie verworden.
Caldera werd talrijke keren onderscheiden en won in 1998 Path to Peace Award. Hij overleed op 93-jarige leeftijd.